# Cynthia Ishoy
Cynthia Neale-Ishoy, född den 19 juni 1952 i Edmonton i Kanada, är en kanadensisk ryttare.
Hon tog OS-brons i lagtävlingen i dressyr i samband med de olympiska ridsporttävlingarna 1988 i Seoul.